# Günther Anders (directeur de la photographie)
Pour les articles homonymes, voir Anders et Günther Anders.
Günther Anders, né le 8 novembre 1908 à Berlin (Empire allemand) et mort le 16 septembre 1977 à Munich (Allemagne), est un directeur de la photographie allemand.

## Biographie
Conjoints:
- Charlotte Flemming (de 1957 à 1977)

## Filmographie
- 1934 : Ich bin Du
- 1935 : Das Einmaleins der Liebe
- 1935 : Der mutige Seefahrer
- 1935 : Viktoria
- 1936 : Die Hochzeitsreise
- 1936 : Stradivaris Schülergeige
- 1936 : Bezirksvertreter gesucht
- 1936 : Fünf Personen suchen Anschluss
- 1936 : Heiratsbüro Fortuna
- 1936 : Die Lokomotivenbraut
- 1936 : Besserer Herr sucht Anschluss
- 1936 : Die lustigen Weiber
- 1936 : Trau - schau - wem. Ein Kriminalfall aus dem Jahre 1933
- 1936 : Verräter
- 1936 : Die letzten Grüsse von Marie
- 1936 : Im Trommelfeuer der Westfront
- 1936 : Susanne im Bade
- 1937 : Der Schauspieldirektor
- 1937 : Sein bester Freund
- 1937 : Crépuscule
- 1937 : Mein Sohn, der Herr Minister
- 1937 : Est-ce un espion ?
- 1937 : Unternehmen Michael
- 1937 : Brillanten
- 1937 : Pension Elise Nottebohm
- 1938 : Permission sur parole (Urlaub auf Ehrenwort)
- 1938 : Capriccio
- 1938 : Pour le mérite
- 1939 : Legion Condor
- 1939 : Barbara, wo bist Du?
- 1939 : Castelli in aria
- 1939 : Die Hochzeitsreise
- 1939 : Les Cadets (Kadetten)
- 1939 : Tee zu zweien
- 1940 : Das Mädchen von St. Coeur
- 1940 : Der Weg zu Isabel
- 1940 : Bal paré
- 1940 : L'Épreuve du temps (Wunschkonzert)
- 1941 : Heimkehr
- 1942 : Hochzeit auf Bärenhof
- 1942 : Aimé des dieux (Wen die Götter lieben) de Karl Hartl
- 1943 : Das Ferienkind
- 1944 : Schrammeln
- 1944 : Der gebieterische Ruf
- 1944 : Das Herz muß schweigen
- 1945 : Das Leben geht weiter
- 1947 : Am Ende der Welt
- 1947 : Entre hier et demain (Zwischen gestern und morgen)
- 1948 : Ulli et Marei (Ulli und Marei)
- 1948 : Der Engel mit der Posaune
- 1948 : Fregola
- 1949 : Das Kuckucksei
- 1949 : Eroica
- 1950 : Prämien auf den Tod
- 1950 : Erzherzog Johanns große Liebe
- 1951 : The Wonder Kid
- 1951 : Das Tor zum Frieden
- 1951 : La Guerre des valses
- 1951 : Possédée du diable (Der Weibsteufel)
- 1951 : Der blaue Stern des Südens
- 1952 : Ich hab' mich so an Dich gewöhnt
- 1952 : Au revoir, mon amour
- 1952 : L'Auberge du Cheval Blanc
- 1953 : Ich und meine Frau
- 1953 : Liebeskrieg nach Noten
- 1954 : Cabaret Fascination
- 1954 : Feu d'artifice
- 1954 : Le Destructeur (Das Bekenntnis der Ina Kahr)
- 1955 : La Fin d'Hitler (Der letzte Akt)
- 1955 : Die Toteninsel
- 1955 : Ein Herz voll Musik
- 1955 : Die Barrings
- 1955 : Dunja
- 1956 : Le Dernier Amour du prince Rodolphe (Kronprinz Rudolfs letzte Liebe)
- 1956 : Lügen haben hübsche Beine
- 1956 : Heute heiratet mein Mann
- 1956 : L'Ensorceleuse
- 1956 : Kaiserjäger
- 1957 : Un petit coin de paradis (Robinson soll nicht sterben)
- 1957 : Die unentschuldigte Stunde
- 1957 : Die Heilige und ihr Narr
- 1957 : Wien, du Stadt meiner Träume
- 1958 : Une affaire diabolique (en) (Herz ohne Gnade)
- 1958 : Man müßte nochmal zwanzig sein
- 1958 : Stefanie
- 1958 : Der Priester und das Mädchen
- 1959 : Dans les griffes du tigre
- 1959 : Das schöne Abenteuer
- 1960 : Der liebe Augustin
- 1960 : Le Verre d'eau (Das Glas Wasser)
- 1960 : Faust
- 1960 : Das Spukschloß im Spessart
- 1960 : Gustav Adolfs Page
- 1961 : La Mystérieuse Madame Cheney (Frau Cheneys Ende)
- 1961 : L'Aventurière bien-aimée (de) (Geliebte Hochstaplerin)
- 1961 : Le Menteur (Der Lügner)
- 1963 : Le Grand Retour (Miracle of the White Stallions)
- 1963 : Una chica casi formal
- 1963 : La Maison de Montevideo (Das Haus in Montevideo)
- 1963-1966 : Le Monde merveilleux de Disney (série télévisée, 6 épisodes)
- 1964 : Die Sanfte (TV)
- 1965 : Der Alpenkönig und der Menschenfeind
- 1965 : Lumpazivagabundus
- 1966 : The Man Who Never Was (1 épisode)
- 1966 : König Ottokars Glück und Ende (TV)
- 1966 : Lac des cygnes (Schwanensee)
- 1968 : Rosalinde (TV)

## Récompenses et distinctions
- 1961 : Filmband in Gold de la meilleure photographie pour Das Glas Wasser
- 1961 : prix de la deutschen Filmkritik pour Das Spukschloß im Spessart et Das Glas Wasser